# Kleines Wintergrün
Das Kleine Wintergrün (Pyrola minor) ist eine  Pflanzenart aus der Gattung Wintergrün (Pyrola) in der Unterfamilie der Wintergrün- und Fichtenspargelgewächse (Monotropoideae) innerhalb der Familie der Heidekrautgewächse (Ericaceae).

## Beschreibung

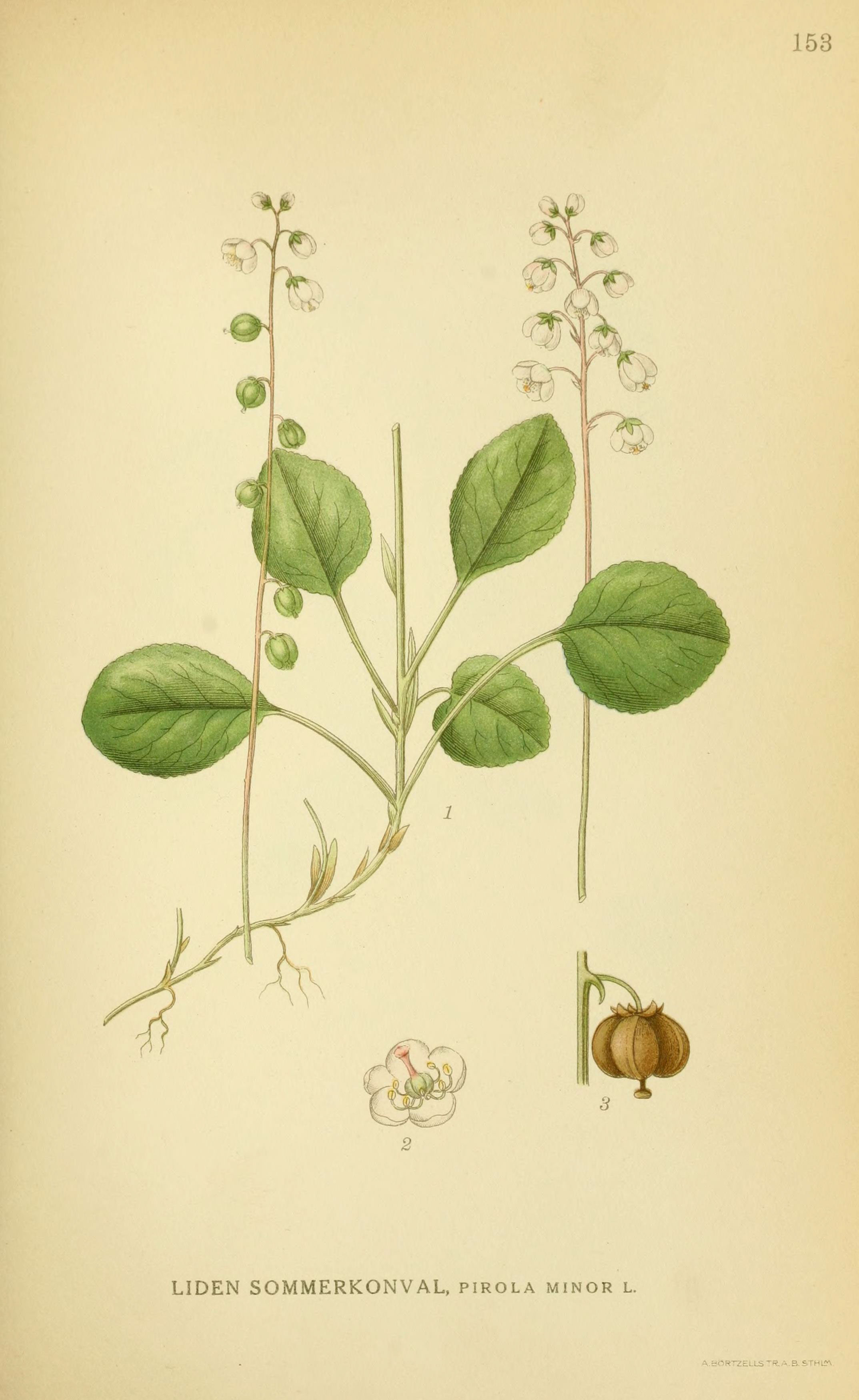
Illustration aus Billeder af Nordens Flora, Tafel 153

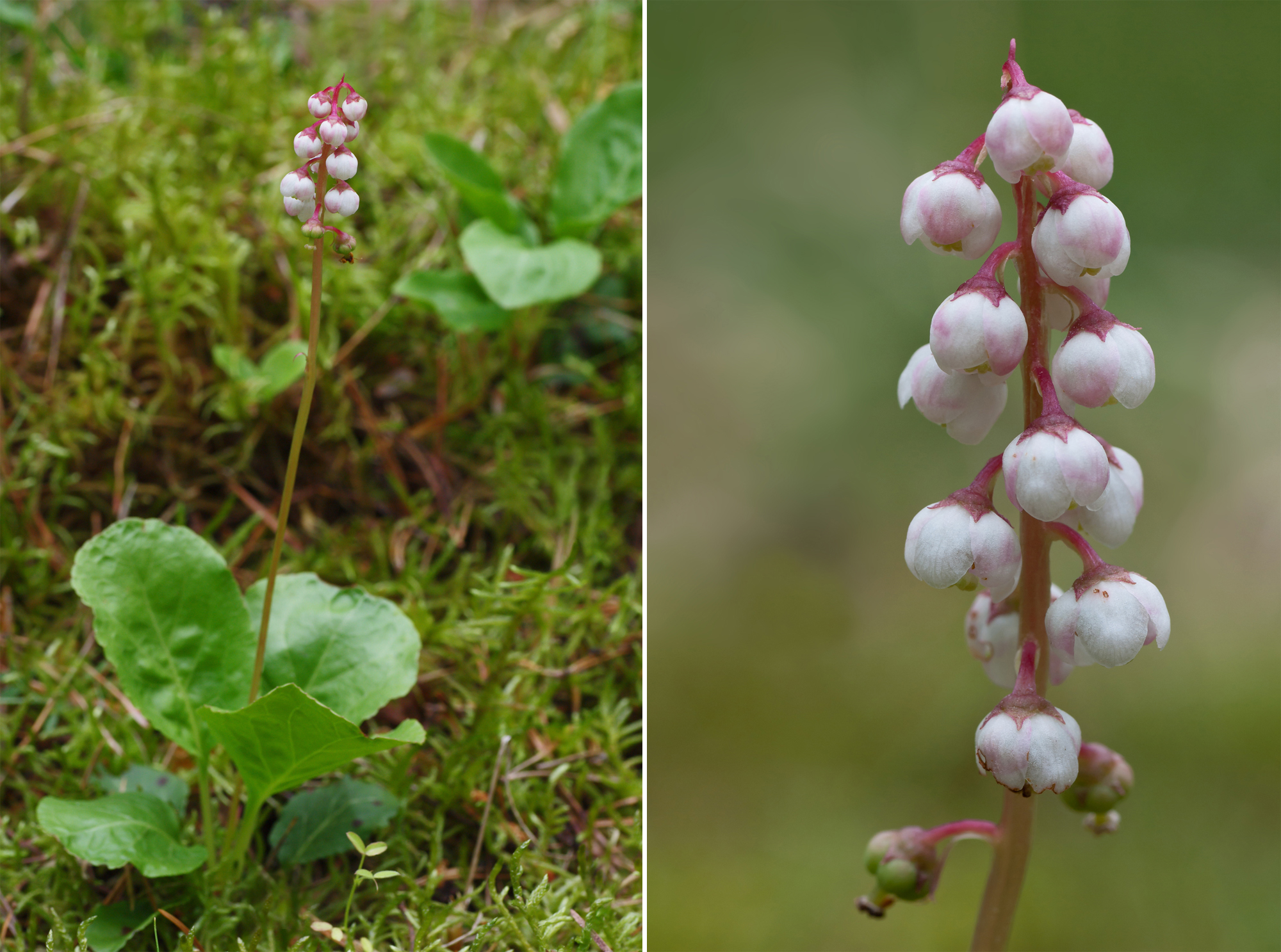
Habitus und einzelner Blütenstand

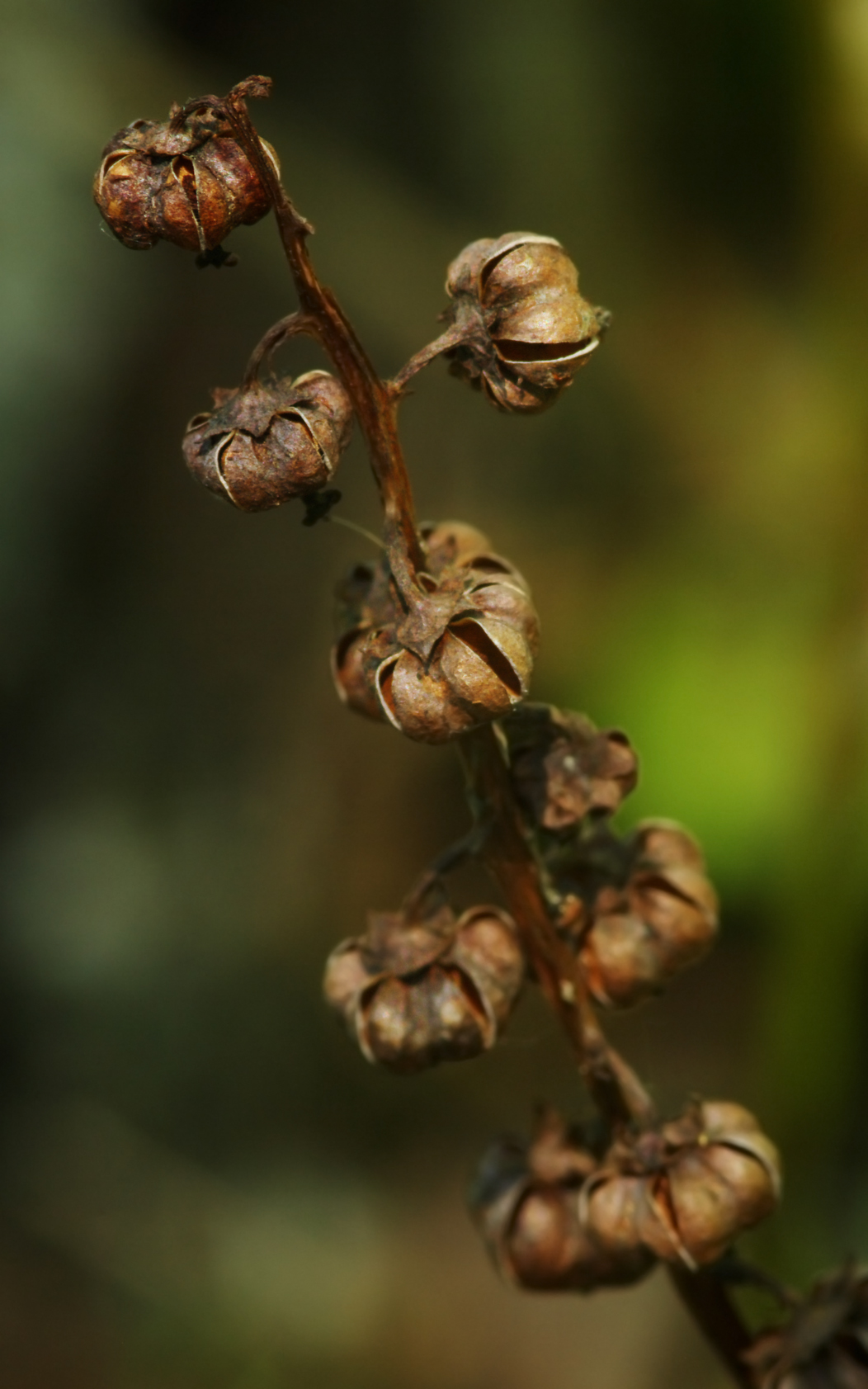
Fruchtstand

### Vegetative Merkmale
Das Kleine Wintergrün wächst als immergrüne ausdauernde krautige Pflanze mit einem kriechenden aästigen Wurzelstock. Der 10 bis 30 Zentimeter lange Stängel ist scharfkantig, grün oder rötlich überlaufen, aufsteigend und im oberen Teil gerade und aufrecht. Er trägt oben 2 bis 4 eilanzettliche Schuppenblätter und ist dort fast geflügelt. Die in einer grundständigen Rosette angeordneten Laubblätter sind in Blattstiel und -spreite gegliedert. Die Laubblätter bleiben auch im Winter grün, was zu der Namensgebung Wintergrün geführt hat. Der Blattstiel ist kürzer als die Länge der Blattspreite. Die einfache, ledrig-derbe Blattspreite ist rundlich-oval, sie ist bis 6 Zentimeter lang und bis 3,5 Zentimeter breit. Die Blattspreite endet mit einem kurz dreieckigen Stachelspitzchen oder ist abgerundet; sie ist lederig und am Rand leicht gekerbt und feindrüsig.

### Generative Merkmale
Die Blütezeit reicht in Mitteleuropa von Juni bis Juli. Die Blüten sind in einem allseitswendigen, aufrechten, traubigen Blütenstand angeordnet. Die Traube ist 4- bis 8- (bis 16-) blütig. Die Blüten stehen an kurzbogig übergeneigten Stielen in den Achseln von breit eilanzettlichen, schuppenartigen Tragblättern. Die zwittrige Blüte ist radiärsymmetrisch mit doppelter Blütenhülle. Die Blütenkrone ist kugelig mit einem Durchmesser von etwa 6 Millimetern. Die berit ellanzettlichen bis eiförmig-dreieckigen Kelchblätter sind ein Viertel bis ein Drittel so lang wie die Kronblätter. Die 3 bis 5 Millimeter langen, weißen bis rosafarbenen Kronblätter sind fast kreisrund und nicht miteinander verwachsen. Die Kelchzipfel sind der Krone angedrückt. Die Staubblätter sind dünn und über den Fruchtknoten gebogen. Die Staubbeutel sind nicht gehörnt und haben schräge große Poren. Der gerade, oben nicht verdickte Griffel ist 4 bis 5 Millimeter lang und kürzer als die Blütenkrone. Die Narbe ist fünfknotig-strahlig und doppelt so breit wie der Griffel. Die Frucht ist hängend. Die Kapselfrucht besitzt fünf Fächer, die an Längsspalten aufplatzen. Die Samen des Kleinen Wintergrüns sind winzig; wie bei anderen Ernährungsspezialisten ist das Samengewicht mit 0,004 mg sehr niedrig. Der Keimling besitzt keine Keimblätter.
Die Chromosomenzahl beträgt 2n = 46.

## Ökologie
Die Narbe ist schleimig und lockt vor allem Fliegen, Käfer und kleine Falter an. Es handelt sich dabei um nektarlose und duftlose Glockenblüten. Bei Pyrola minor kommt es häufig zur Selbstbestäubung, da der mehlige Pollen aus den Poren der Staubbeutel auf die tiefer gelegene Narbe herabrieselt. Die Samen haben eine aufgeblasene Samenschale – es handelt sich um Ballonflieger. Zusätzlich findet beim Kleinen Wintergrün eine vegetative Vermehrung über Wurzelausläufer statt.

### Symbiose
Die Keimung gelingt nur mit Hilfe von Wurzelpilzen. Die Wurzeln von Pyrola minor sind, wie die der anderen Wintergrüngewächse auch, dicht mit Hyphen von Pilzen überzogen. Diese Pilzhyphen umspinnen auch die Rindenzellen der Wirtspflanze, dringen in diese ein und werden dort verdaut. Dies stellt eine Zwischenform zwischen endotropher und ektotropher Mykorrhiza dar. Das Kleine Wintergrün versorgt sich so zusätzlich mit Wasser, Mineralien und Eiweißen und liefert dem Pilz dafür unter anderem Kohlenhydrate.

## Vorkommen
Das Kleine Wintergrün wächst von der Ebene bis ins Hochgebirge und ist zirkumpolar verbreitet. In Norddeutschland profitierte es über lange Phasen von der Ausweitung der Kiefern-Monokulturen im 20. Jahrhundert.
Das Kleine Wintergrün gedeiht auf basenreichen, humosen Böden, vorwiegend im Unterwuchs von nährstoffarmen Laubwäldern und von Nadelwäldern sowie in Birkenmooren oder naturnahen Kiefernforsten.
In Mitteleuropa ist das Kleine Wintergrün eine Charakterart der Ordnung Piceetalia, kommt aber auch in Pflanzengesellschaften des Unterverbands Luzulo-Fagenion und der Verbände Quercion roboris oder Nardion vor. In den Allgäuer Alpen steigt es im Tiroler Teil am Muttekopf bis zu einer Höhenlage von 2300 Metern auf. Im oberen Seebertal in Südtirol steigt es sogar bis 2500 Meter, im Kanton Wallis bis 2480 Meter auf.
Die ökologischen Zeigerwerte nach Landolt et al. 2010 sind in der Schweiz: Feuchtezahl F = 3 (mäßig feucht), Lichtzahl L = 3 (halbschattig), Reaktionszahl R = 2 (sauer), Temperaturzahl T = 2 (subalpin), Nährstoffzahl N = 2 (nährstoffarm), Kontinentalitätszahl K = 3 (subozeanisch bis subkontinental).